# Parallelodiplosis montana
Parallelodiplosis montana är en tvåvingeart som först beskrevs av Ephraim Porter Felt 1908.  Parallelodiplosis montana ingår i släktet Parallelodiplosis och familjen gallmyggor.
Artens utbredningsområde är New York. Inga underarter finns listade i Catalogue of Life.